# Por fin solos (película)
Por fin solos es una película española, dirigida por Antonio del Real y estrenada el 19 de octubre de 1994. Un año más tarde se estrenó una serie de televisión en Antena 3 con el mismo título.

## Argumento
Arturo (Alfredo Landa) y Elena (María José Alfonso) son un matrimonio de mediana edad decididos a disfrutar lo que puede ser la mejor época de su vida. Sin embargo, para conseguirlo, necesitan que sus hijos, ya mayores, se independicen. Intentarán, por tanto, por todos los medios, conseguir que los jóvenes abandonen de una vez el hogar familiar, aunque no será una tarea sencilla.

## Reparto
| Actor/Actriz       | Personaje       |
| ------------------ | --------------- |
| Alfredo Landa      | Arturo          |
| María José Alfonso | Elena           |
| Tomás Penco        | Nico            |
| Juan José Artero   | Teddy           |
| Amparo Larrañaga   | Vera            |
| Ayanta Barilli     | Sara            |
| Juan Luis Galiardo | Héctor Lafuente |
| Luis Merlo         | Víctor          |
| Elisa Matilla      | Guadalupe       |
| Eva Isanta         | Marisa          |
| Antonio Gamero     | Portero         |
| Mayte Pardo        | Vecina          |
| María Elena Flores | Vecina          |
| Inocencio Arias    | Paciente        |
| Victoria Vivas     |                 |
| Elizabeth Page     |                 |

- Datos: Q6082762